# Distrito de Mollebaya

Mapa de la provincia de Arequipa en el Departamento de Arequipa.

El distrito de Mollebaya es uno de los 29  distritos que conforman la provincia de Arequipa en el Departamento de Arequipa, bajo la administración del Gobierno regional de Arequipa, en el sur del Perú.
Desde el punto de vista jerárquico de la Iglesia católica forma parte de la Arquidiócesis de Arequipa.

## Historia
Distrito creado en 1952 en terrenos del distrito de Pocsi. La creación política del distrito de Mollebaya se realizó por intermedio de la Ley N.º 11845, expedida por el presidente de la República Manuel A. Odría, el 27 de mayo de 1952, siendo su primer alcalde el Dr. Teófilo Palacios Linares.

## Anexos
Su principal anexo es "Santa Ana", siendo muy concurrido por su atractivo turístico, porque ahí podemos encontrar el batán más grande de Arequipa y una capilla de construcción muy novedosa en medio de un lago, donde el último domingo del mes de agosto de todos los años, se celebra la tradicional fiesta religiosa en homenaje a la abuela Santa Ana.
¿Cómo llegar?
Se llega al Distrito pasando por los distritos de Paucarpata, de Sabandía y de Characato.

## Geología
Cerca al sector de Charcani se puede hallar algunas muestras de Gneis, también puede aparecer la Brecha Volcánica aunque raramente. 
Las apariciones de Gabro suelen ser extremadamente raras.

## Autoridades

### Municipales
- 2015-2018
  - Alcalde: Tito Edilberto Zegarra Lajo.
  - Regidores:

Regidora     : Sra. ANA KARINA TACCA RAMIREZ
Regidor       : Sr. ROBERT JUAN TORRES MOLLEAPAZA
Regidora     : Sra. RINA VALERIA MAMANI CARCAUSTO
Regidor       : Sr. EFRAÍN PUMA APAZA
Regidor       : Sr. JUAN CARLOS TAPARA MACHACA

### Religiosas
- Administrador Parroquial;
  - Parroquia "Santa Ana": Pbro. René Pinto Guevara.

## Festividades
- Santa Ana.
- Señor de los Milagros.